# 花帽青螺
花帽青螺（学名：Patelloida pygmaea），又名矮拟帽贝，
是一種屬於莲花青螺科拟帽贝属的笠貝海螺。
舊屬原始腹足目，今屬笠形腹足支序。

## 簡述
前端略窄之卵狀笠螺型。殼表色澤多變化，常見由灰褐色和淡白色斑複雜分佈。周緣規則。殼頂朝前端。殼內略帶青色珍珠質，頂端顏色為褐色，周緣具褐色白色交替之環帶。

## 分佈
主要分布于中国大陆的黃渤海區及台湾周邊海域，常栖息在潮间带、内湾有掩蔽的海域，常出现在牡蛎生长的安靜海域。

## 參看
- 高腰花帽青螺 Patelloida pygmaea forma conulus (Dunker, 1861)[5]